# Ґурлі Еверлунд
Ґурлі Еверлунд (швед. Gurli Ewerlund, 13 жовтня 1902 — 10 червня 1985) — шведська плавчиня.
Призерка Олімпійських Ігор 1924 року.